# Psychoda dolomitica
Psychoda dolomitica és una espècie d'insecte dípter pertanyent a la família dels psicòdids que es troba a Europa: Itàlia.